# Jamoytius kerwoodi
Lo jamoytio (Jamoytius kerwoodi) è un vertebrato estinto, di incerta collocazione sistematica. Visse nel Siluriano inferiore (circa 440 - 435 milioni di anni fa) e i suoi resti fossili sono stati ritrovati in Scozia.

## Descrizione
Questo animale era di piccole dimensioni, e la lunghezza era solitamente compresa tra i 14 e i 18 centimetri. Era un pesce privo di mascelle, e dotato di numerose aperture branchiali (circa 10 - 15 per lato), molto superiori a quelle delle attuali lamprede (che ne hanno 7 per lato). Sembra che Jamoytius fosse dotato di una pinna dorsale, di una pinna anale e di una pinna caudale ipocerca, ma la ricostruzione di quest'ultima è basata sui fossili di una forma affine, Euphanerops longaevus. Anche se spesso Jamoytius è stato ricostruito con pinne pari lungo il corpo, sembra che queste strutture non fossero presenti nell'animale. Jamoytius possedeva occhi relativamente grandi e una singola narice. La bocca era circolare e priva di denti.

## Classificazione
La scoperta e la descrizione di Jamoytius kerwoodi furono di fondamentale importanza nel dibattito riguardante l'origine dei vertebrati nel corso del Ventesimo Secolo. I primi fossili furono ritrovati nel 1914 nei pressi di Lesmahagow nel Lanarkshire, in Scozia, e vennero però descritti solo nel 1946 da White. Inizialmente i fossili vennero considerati quelli di un cordato simile a un pesce, privo di scaglie e forse ancestrale all'attuale anfiosso. Successivi studi interpretarono i "resti di muscoli" descritti da White come scaglie debolmente mineralizzate, simili a quelle di altri pesci agnati, gli anaspidi, e quindi Jamoytius venne attribuito a questo gruppo. Il suo apparato branchiale, inoltre, era piuttosto simile a quello delle lamprede, e Jamoytius venne avvicinato anche all'origine di queste ultime. Alcuni studi hanno ipotizzato che Jamoytius fosse una forma larvale di un ostracoderma ignoto o di un cefalocordato (Wickstead, 1969), ma questa ipotesi è ritenuta improbabile dalla maggior parte degli studiosi. Studi più recenti (comprendenti ricostruzione topologica, anatomia comparata e analisi filogenetiche) hanno concluso che Jamoytius e i suoi possibili stretti parenti (come Euphanerops) fossero veri vertebrati vicini all'origine degli gnatostomi più che agli antenati delle lamprede o agli anaspidi (Sansom et al., 2010).

## Paleoecologia
L'assenza di denti indica che Jamoytius non era un predatore come le lamprede, ma fosse probabilmente un detritivoro o un animale che si nutriva filtrando l'acqua. Una teoria basata sull'ipotesi che fosse un parente delle lamprede indicherebbe che Jamoytius fosse un animale che si nutriva mediante suzione (Ritchie, 1968). Secondo questa teoria, le numerose perforazioni circolari riscontrate nei fossili dell'organismo enigmatico Dictyocaris sarebbero state fatte da Jamoytius. In ogni caso, non vi è alcuna prova che colleghi questi due animali, eccezion fatta per le dimensioni delle perforazioni, perfettamente combacianti con la bocca di Jamoytius. I fossili di Jamoytius sono stati ritrovati insieme a quelli di un altro pesce privo di mascelle, Thelodus, e di un organismo enigmatico noto come Ainiktozoon (forse un artropode), oltre che di molti artropodi e di molluschi, in un paleoambiente marino. Ad oggi, Jamoytius e Thelodus sono i più antichi vertebrati ritrovati in Europa.